# Becan

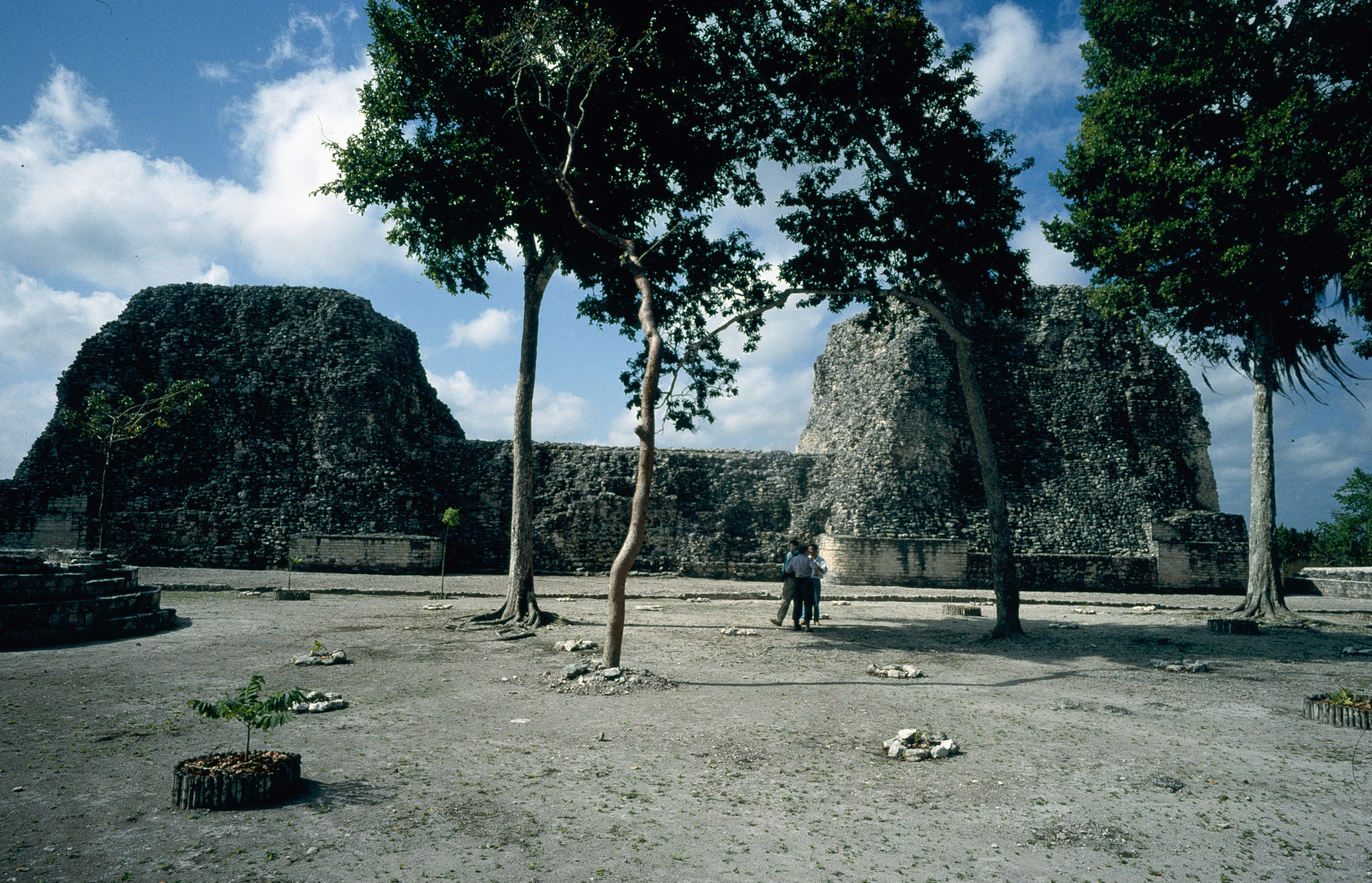
Struktura I

Becan – prekolumbijskie miasto założone przez Majów na półwyspie Jukatan (Meksyk) w VI wieku p.n.e. Szczyt rozwoju osiągnęło w okresie od 630 – 1000 n.e.

## Zabytki
Becan było otoczone fosą o całkowitej długości ok. 2 km, głębokości 5 i szerokości 16 metrów spełniającej rolę obronną i jako zbiornik nadmiaru wody podczas pory deszczowej. Dostęp do miasta umożliwiało 7 mostów – 3 od strony północnej, 2 od południowej i po jednym od wschodu i zachodu. Strefa archeologiczna jest podzielona na 3 główne obszary – plac wschodni, centralny i zachodni.
Przy placu Centralnym znajduje się główne sanktuarium – Struktura IX. Frontowe schody prowadzą do umieszczonej na szczycie budowli świątyni. Wewnątrz piramidy została odnaleziona komora grobowa z licznymi przedmiotami wykonanymi z muszli i obsydianu.
Przy placu wschodnim natomiast znajdują się:
- Struktura I – budowla o zaokrąglonych narożnikach z dwoma bocznymi wieżami o wysokości 15 metrów na których szczytach odkryto otwory mogące służyć do obserwacji astronomicznych. Ponadto zachowało się w niej wiele pomieszczeń mieszkalnych umieszczonych na dolnym i górnym poziomie. Wielokrotnie przebudowywana w okresie od 300 do 1000 roku n.e.
- Struktura IV – kompleks świątynny datowany na przełom VII i VIII wieku. Fasada budowli jest zdobiona kamiennymi zoomorficznymi maskami.